# Dungkhar (muziekinstrument)
Een dungkhar (witte schelp) is een blaasinstrument dat wordt gebruikt in India en vooral voor religieuze muziek in Tibet.
In de Indiase geschiedenis symboliseerde de dungkhar grote macht, autoriteit en soevereiniteit. Een schelp is een van de ashtamangala, acht gelukbrengende tekens uit de dharmatradities: hindoeïsme, jaïnisme, boeddhisme en sikhisme. Het blazen op de dungkhar voor aanvang van een strijd was bedoeld om angst in te boezemen bij de vijand.
In de Tibetaanse muziek daarentegen is de witte schelp een heilig symbool voor vrede en goede energie. De dungkhar is in de gehele geschreven geschiedenis van Tibet in gebruik als spiritueel muziekinstrument. Ook bijvoorbeeld voor de introductie van het boeddhisme in Tibet, toen het voor de bönreligie diende om geesten aan te roepen om de oogst en de veestapel te laten groeien en de kwade geesten te verdrijven die ziekte en verderf zouden veroorzaken.
Een dungkhar is uitvoerig gedecoreerd met patronen en ingelegde metalen, zoals brons en tin, met bovenaan een lichte parel die de goede energie vertegenwoordigt.